# Brothers in Arms (альбом)
Brothers in Arms — п'ятий студійний альбом англійського гурту Dire Straits, який був випущений 13 травня 1985 року.

## Про альбом
В 1985 році Brothers In Arms був альбомом № 1 у 24 країнах світу, в тому числі у Великій Британії (228 тижнів в чартах), Австралії, Австрії, США (9 тижнів на першому місці в Білборді), Канаді, Німеччині, Франції, Норвегії, Швеції та Швейцарії. Крім того, альбом заслужив у 1985 році премію Греммі в номінації «Найкращий звукозапис у жанрі некласичної музики», а пісня «Money for Nothing» в номінації «Найкраще виконання рок-гурту з вокалом». Пісня була хітом № 1 в США протягом трьох тижнів.
Заголовна композиція «Brothers In Arms» (№ 16 в британських чартах) стала першим у світі CD-синглом. Сам альбом виявився одним з перших альбомів у світі, націлених на CD формат. Це був перший у світі компакт-диск розійшовся накладом у мільйон екземплярів і перевершив за продажами свою вінілову версію. Багато хто вважає, що «Brothers In Arms» сильно стимулював просування CD-формату.
Brothers in Arms найпопулярніший альбом Dire Straits, що вважається піком їх музичної кар'єри. Платівка входить у списки найкращих альбомів: № 51 серед 100 найкращих британських альбомів журналу Q (2000); № 351 серед 500 найкращих альбомів усіх часів журналу Rolling Stone (2003); № 64 по національному опитуванні «100 улюблених альбомів» в Австралії (Листопад 2006); Найкращий Британський альбом премії Brit Awards 1987 року; Альбом-бестселер № 5 з усіх альбомів Великої Британії; Альбом-бестселер № 107 в США; 1001 альбом, які треба послухати, перш ніж помреш.

## Список композицій
1. So Far Away — 5:12
2. Money for Nothing — 8:26
3. Walk of Life — 4:12
4. Your Latest Trick — 6:33
5. Why Worry — 8:31
6. Ride Across the River — 6:58
7. The Man's Too Strong — 4:40
8. One World — 3:40
9. Brothers in Arms — 7:00

## Позиції в чартах

### Альбоми
| Чарт (1985)              | Найвища позиція |
| ------------------------ | --------------- |
| Australia Albums Chart   | 1               |
| Austria Albums Chart     | 1               |
| Belgium Albums Chart     | 1               |
| Canadian Albums Chart    | 1               |
| Dutch Albums Chart       | 2               |
| Finland Albums Chart     | 1               |
| France Albums Chart      | 1               |
| Germany Albums Chart     | 1               |
| Greece Albums Chart      | 1               |
| Ireland Albums Chart     | 1               |
| Israel Albums Chart      | 1               |
| Italy Albums Chart       | 4               |
| Norway Albums Chart      | 2               |
| New Zealand Albums Chart | 1               |
| Portugal Albums Chart    | 1               |
| Sweden Albums Chart      | 1               |
| Swiss Albums Chart       | 1               |
| Turkey Albums Chart      | 1               |
| UK Albums Chart          | 1               |
| Billboard 200            | 1               |